# صادق في البحث عن مياه النسيان (لوحة)
صادق في البحث عن مياه النسيان (بالإنجليزية: Sadak in Search of the Waters of Oblivion)‏ هي لوحة زيتية تعود لعام 1812 بريشة الرسام الإنجليزي جون مارتن. وقد أُطلق عليها «أشهر الأعمال الرومانسية البريطانية»  كانت أول لوحة لمارتن ذات طابع درامي كبير، ورسخت تطور الأسلوب الذي اشتهر به الفنان. الآن ضمن مجموعة متحف سانت لويس للفنون، ميزوري.

## الوصف
تُظهر اللوحة شخصية بشرية تتسلق في منظر طبيعي للجبال. يكافح الرجل للتغلب على نتوء صخري بجانب بركة وشلال. المزيد من المنحدرات والقمم الخشنة تلوح في الأفق في الخلفية، وتنحسر بشكل كبير. صرح مارتن لاحقًا أنه أنهى العمل في غضون شهر. وكتب، «يمكنك بسهولة تخمين قلقي عندما سمعت الرجال الذين كانوا سيضعون أللوحة في الإطار يتجادلون حول أيهما كان الجزء العلوي من الصورة! : كاد الآمل تقريبًا أن يتخلى عني، لأن الكثير يعتمد على هذه اللوحة.»  (في ذلك الوقت، كان مارتن قد ترك وظيفته التي تبلغ 2 جنيه إسترليني في الأسبوع كرسام زجاج في مصنع صيني، وكان يحاول إثبات نفسه كفنان مستقل.)
كان قلق الفنان غير ضروري. فقد عُرضت اللوحة في معرض الأكاديمية الملكية، وحققت نجاحًا شعبيًا. تم شراؤها بخمسين جنيهًا من قبل ويليام مانينغ، عضو مجلس محافظي بنك إنجلترا. وبحسب ما ورد، فإن «ابن مانينغ المحتضر قد تأثر بتصويره لشخصية انفرادية طفيفة تتشبث بشكل خطير بحافة.» 
لسنوات عديدة، كانت اللوحة معروفة فقط بنسخة مخفضة في معرض الفنون بمدينة ساوثهامبتون. تم اكتشاف النسخة الأصلية بالحجم الكامل في السويد وحصل عليها متحف سانت لويس للفنون في عام 1983.

## خلفية
«صادق» شخصية خيالية في قصة الكاتب جيمس ريدلي بعنوان «حكايات الجني» 1764 ؛ إنها حكاية شرقية من مخطوطة فارسية،  في قصة ريدلي، أرسل السلطانة «أموراث» البطل «صادق» ليجد «مياه النسيان» التي تدمر الذاكرة. ينوي السلطان استخدام المياه على زوجة «صادق» «كالاسراد» في محاولة لمسح ذاكرتها. يتحمل صادق مجموعة من التجارب والمواقف الصعبة - عاصفة في البحر، طاعون، أرواح شريرة، دوامة جوفية - قبل أن يصل إلى هدفه. في النهاية، يقع السلطان نفسه ضحية لتأثير المياه ويموت. صادق يصبح السلطان. صورة مارتن تصور «صادق» في ذروة نضاله، قبل أن يصل إلى مياه النسيان.
(كانت حكاية ريدلي شائعة في عصرها، وتم تكييفها في مسرحية من تأليف توماس جون ديبدين (كاتب أنجليزي) بعنوان «صادق وكالاسراد»، والتي عُرضت عام 1797.
أُعيد إنتاج أللوحة على شكل نقش على لوح فولاذي في عام 1828. حملت المطبوعة قصيدة عن نفس الموضوع، «صادق المتجول» التي نسبها البعض إلى الشاعر بيرسي بيشي شيلي. مع هذا واللوحات اللاحقة، اكتسب مارتن سمعة طيبة في تكرار تأثيرات الزجاج المعشق على القماش. استخدم صبغة «حمراء كيميائية» قوية للتعبير عن المناظر الطبيعية البركانية.

## التحليل
«ما يجعل العمل رائعًا للغاية هو الجمع المقنع بين العلم والخيال. في حين أن المقياس يبدو أبعد من التجربة الأرضية، فإن الاهتمام بالظواهر الجيولوجية والأرصاد الجوية هو اهتمام المشاهد المطلع.»  النقاد الذين يقبلون أعراف الرومانسية. في الفن قدرو عمل مارتن الصادق. أولئك الذين لم يروا الصورة كئيبة أو محيرة. يمكن اعتبار أسلوب مارتن الرومانسي متأثرًا بروح العصر البروميثي السائد. هذه قصة بروميثيوس، الإله اليوناني الذي خان زيوس وسرق هدية النار المقدسة من اجل منحها إلى البشر. في نهاية المطاف أصبح هذا استعارة شائعة لتصويرها في الأعمال الفنية الرومانسية، لأن الرومانسيين كانوا معروفين بتوظيف دور الطبيعة مقابل. كانوا يعتقدون أن البشر قد عفا عليهم الزمن بالنسبة للعالم الطبيعي من حولهم. بسبب هذا التفسير، ينجذب «صادق» إلى نطاق أصغر بكثير من المناظر الطبيعية المحيطة به، مما يكشف أنه لا يملك أي فرصة ضد قوة الطبيعة. أيضًا، نشأت الحركة الرومانسية خلال الثورة الصناعية، في الوقت الذي كان فيه المهندسون والعلماء يستكشفون هدايا الطبيعة السرية، على غرار فعل بروميثيوس الذي يسرق هدية النار المقدسة. يصور الرومانسيون المجهول للطبيعة مع عدم القدرة على التنبؤ، والعناد، والقدرات البربرية على أنها نقيض لفكر التنوير. يمكن رؤية هذا في خلفية اللوحة مع ثوران بركان يحدث في بعد دنيوي آخر. لم تكن الفكرة من وراء القطعة تقديم موقع دقيق وأن تكون دقيقًا في تصويرها، ولكن للتعبير عن المشاعر التي يمر بها الموضوع.
يمكن أيضًا النظر إلى عامل رئيسي آخر في أسلوب مارتن على أنه «نهاية العالم». على الرغم من أنه يصور مشهدًا كئيبًا، يُظهر مارتن فرصة للأمل من بعيد. تدفق متلألئ من أشعة الضوء في الزاوية، مما يمنح المشاهد إحساسًا بالطموح.

## الرسام

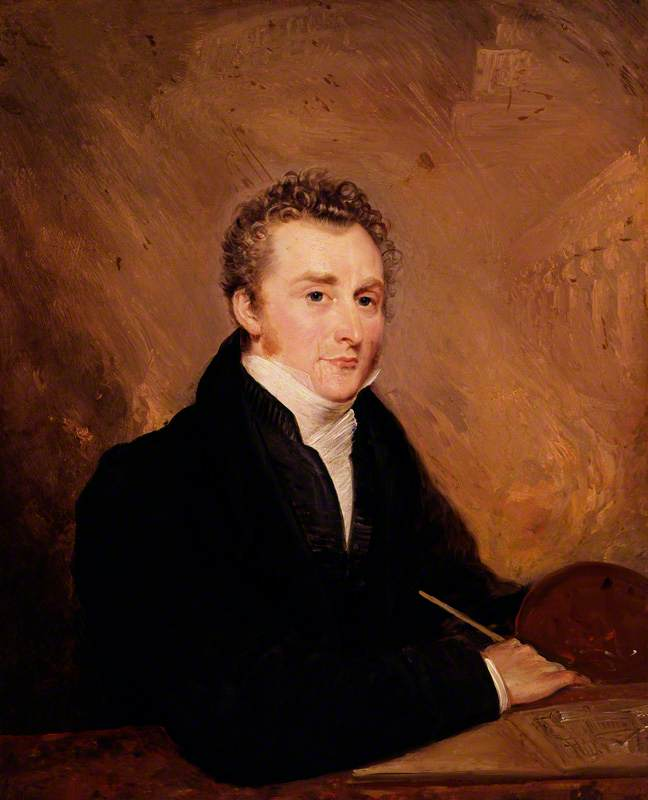
جون مارتن

كان جون مارتن (19 يوليو 1789 - 17 فبراير 1854)  رسامًا ونقاشًا ورسامًا رومانسيًا إنجليزيًا. تم الاحتفال به بسبب لوحاته الضخمة والميلودرامية ذات الموضوعات الدينية والتراكيب الرائعة، المليئة بالشخصيات الدقيقة الموضوعة في فرض المناظر الطبيعية. لاقت لوحات مارتن والمطبوعات منها نجاحًا كبيرًا مع عامة الناس - في عام 1821 أشار إليه توماس لورانس على أنه «الرسام الأكثر شعبية في عصره» - ولكن جون روسكين ونقاد آخرين انتقدوه.